# Herbert Szafraniec
Herbert Szafraniec (ur. 20 grudnia 1941 w Katowicach, zm. 17 marca 2013 tamże) – polski psycholog, tłumacz i polityk, poseł na Sejm RP I kadencji.

## Życiorys
Ukończył w 1970 studia w Instytucie Psychologii Uniwersytetu Warszawskiego. Pracował jako tłumacz naukowo-techniczny oraz psycholog w kopalni Wujek.
W okresie stanu wojennego zaangażowany w kolportaż wydawnictw drugiego obiegu. W 1982 był za tę działalność przez blisko dwa miesiące tymczasowo aresztowany, następnie został skazany na karę 2 lat pozbawienia wolności z warunkowym zawieszeniem jej wykonania na okres 5 lat i na karę grzywny.
W 1991 uzyskał mandat posła na Sejm I kadencji. Został wybrany z listy ogólnopolskiej kandydatów w okręgu sosnowieckim z listy Kongresu Liberalno-Demokratycznego. Zasiadał w Komisji Edukacji, Nauki i Postępu Technicznego, Komisji Kultury i Środków Przekazu oraz Komisji Nadzwyczajnej do zbadania skutków stanu wojennego, a także w pięciu podkomisjach. W 1993 nie ubiegał się o reelekcję.
Był członkiem Związku Górnośląskiego od jego założenia w 1989. Był także przewodniczącym Jednostki Pomocniczej w Bogucicach. Zmarł 17 marca 2013, trzy dni później został pochowany.